# Сибтекстильмаш
«Сибтекстильмаш» — машиностроительное предприятие, в советскую эпоху выпускавшее ткацкие станки и высокопроизводительные станки-автоматы для текстильной промышленности. Завод являлся одним из двух в СССР машиностроительных предприятий, выпускавших подобное оборудование. До недавнего времени завод выпускал свою многотиражную газету: «Голос рабочего».
30 апреля 2003 года на базе одноимённого завода-банкрота было образовано ЗАО «Сибтекстильмаш», выпускающее: гидравлические сваебойные молоты («Ропат»), горно-обогатительное оборудование («Сепаир»), банные и отопительные печи («Термофор»). Расположено в Ленинском районе города Новосибирска.

## История

### Советская эпоха

#### Завод № 556
В ноябре 1941 года с окраины Тулы прибыл первый состав с оборудованием и специалистами эвакуируемого оборонного завода «Новая Тула». Вагоны с эвакуируемого предприятия прибывали ещё несколько месяцев и разгружались в корпусах Комбината № 179. Монтаж оборудования производился в условиях сибирской зимы. Новому заводу присвоили номер 187 и уже в феврале нового, 1942 года он выдал продукцию. В годы войны он, в основном, производил гильзы (57-76-152 мм) из стали и латуни, а также патроны (20-23 мм) для авиавыстрела. С выходом 9 апреля 1942 года приказа Наркома боеприпасов завод выделяется в самостоятельное производство, получив номер 556. В состав завода № 556 был включён также завод № 4, металлургическое производство, включающее прокатный стан. В дальнейшем этот завод был переименован в «Сибтекстильмаш».

#### «Сибтекстильмаш»
После окончания войны завод перешёл на выпуск крупнокалиберных стальных и латунных гильз, боевых частей к ракетам РСЗО «Ураган», а также заготовок к РСЗО «Град». С 1958 года «Сибтекстильмаш» начинает возводиться на новом месте. 28 ноября 1959 года выходит совместное постановление ЦК КПСС и Совета Министров СССР «О мерах по дальнейшему подъёму текстильной промышленности». В соответствии с этим постановлением, «Сибтекстильмашу» ставится задача — спроектировать и начать выпуск в сжатые сроки высокопроизводительных текстильных станков-автоматов. Первые 20 станков были готовы уже в 1960 году. В 1963 году «Сибтекстильмаш» посетил Алексей Косыгин, решивший проблемы с выделением денег для возведения жилых домов и корпусов завода. Начиная с 1961 года и по 1975 год завод вводится в эксплуатацию, на новом месте. Ежегодно завод в 1970-е и 1980-е годы выпускал от 5,5 до 6 тысяч текстильных станков.

### Современная Россия
В 1990-е годы с сокращением государственного заказа, НПО «Сибтекстильмаш» начинает испытывать трудности. А с 1995 года научно-производственное объединение начинают реформировать, разделяя по видам бизнеса. Так в следующем году появляются две новых компании: ОАО «Сибтехномаш» и правопреемник НПО — ФГУП «Сибтекстильмаш Спецтехника Сервис». В том же 1996 году прекращает свою работу заводской Музей трудовой славы. Также при НПО функционировали газета и одноимённый дворец культуры. С осени 2011 года ЗАО «Сибтекстильмаш» фактически стоит.

## Деятельность

### Руководство
- А. В. Домрачев (1941—1944)[2].
- Д. Д. Рукозенков (1944—1947)[2].
- А. Т. Шмелев (1947—1956)[2].
- Е. Н. Утробин (1956—1959)[2].
- М. Я. Шнайдер (1959—1960)[2].
- К. П. Дворсков (1960—1976)[2].
- Г. Н. Первушов (1976—1987)[2].
- В. А. Шнайдер (1987—1988)[2].
- И. Л. Попелюх (1988—1994)[2].
- С. А. Черниговский — конкурсный управляющий[2].
- В. В. Старикова (1996—?) — генеральный директор[2].
- Р. Ш. Валетов (?—01.2009) — генеральный директор[5].
- П. Захаров (?—2012) — генеральный директор[5].
- О. Казанцев (2012—) — генеральный директор[5].

### Собственники
Пакетом акций завода владеет ЗАО «Термофор». Все остальные акционеры (Константин Бессонов, Павел Захаров, ОАО "Завод «Труд») завода перевели себя в 2012 году на «Термофор».

### Экспорт
Произведённая техника работала не только в Советском Союзе. Выпущенные здесь машины заказывались и вывозились в страны СЭВ, а также в Иран, Китай, Пакистан и Сирию.

## Награды
- Орден Ленина (1975) — «За большой вклад в оснащение текстильной промышленности страны высокопроизводительным ткацким оборудованием»[2].

## Конфликты и проблемы
С октября 2008 года рабочие завода не получают заработную плату. Счета предприятия арестованы ИФНС. Задолженность предприятия по зарплате на 22 января 2009 года составляла 15 млн 575 тысяч рублей. После проверки сотрудниками также был назначен штраф в 30 тысяч рублей. По состоянию на 21 апреля, зарплатный долг вырос до 20 млн 766 тысяч рублей. Помимо долга по зарплате имеются и непогашенные кредиты — на сумму свыше 40 млн рублей перед НОМОС-банком. Общее количество кредиторов к заводу — 54. Причём половина из исков уже рассмотрена и решения вынесены в пользу кредиторов.

## Преемники
- ФГУП «Сибтекстильмаш. Спецтехника. Сервис» — предприятие, выпускающее баллоны высокого давления для огнетушителей, виброцентробежные мельницы для изготовления строительных материалов, инструмент, пресс-формы[2]. Образовано в 1996 году на базе завода «Сибтекстильмаш».
- ОАО «Сибтехномаш» — производит запасные части и ремонтирует ткацкие станки.
- ЗАО «Сибтекстильмаш» — выпуск гидравлических сваебойных молотов «Ропат», горно-обогатительного оборудования «Сепаир», банных и отопительных печей «Термофор».

## Известные работники
- Степан Петрович Денисенко (1916—2000) — советский снайпер, участник Великой Отечественной войны, полный кавалер ордена Славы.